# Pintor de Eufileto
Se conoce como pintor de Eufileto a un ceramista  ático de nombre desconocido, activo en Atenas entre 530 a. C. y 520 a. C.
Su producción, cualitativamente desigual, se relaciona con la cerámica de figuras negras que va evolucionando a la cerámica de figuras rojas. Fue el primer ceramista en especializarse en la decoración de ánforas panatenaicas; entre las cuales se encuentra la que le da nombre y se conserva en el Museo Británico, donde aparece una inscripción con el nombre de Eufileto (Eύφίλητος καλός), algo insólito en un premio oficial de un concurso atlético.
Se puede ver un desarrollo cronológico en sus obras, que se debe en gran parte a la influencia de la pintura de vasos de figuras rojas de esa época. Si las primeras pinturas de atletas en estos vasos todavía muestran corredores en increíbles secuencias de movimientos, la calidad de las obras aumenta considerablemente con el tiempo. Especialmente el cada vez mejor dominio de los dibujos es en gran parte responsable de esto. Aparte de las representaciones de personas, esto es particularmente notable en los signos. Las obras aparte de las ánforas panatenaicas son de menor calidad y a menudo muestran imágenes de carreras de carros, que eran particularmente populares en esa época. La mayoría de los vasos no panatenaicos decorados por el pintor de Eufileto están datados alrededor del 520 a. C., con otras obras hasta 20 años antes y después de eso. Trabajó con el alfarero Panfeo.

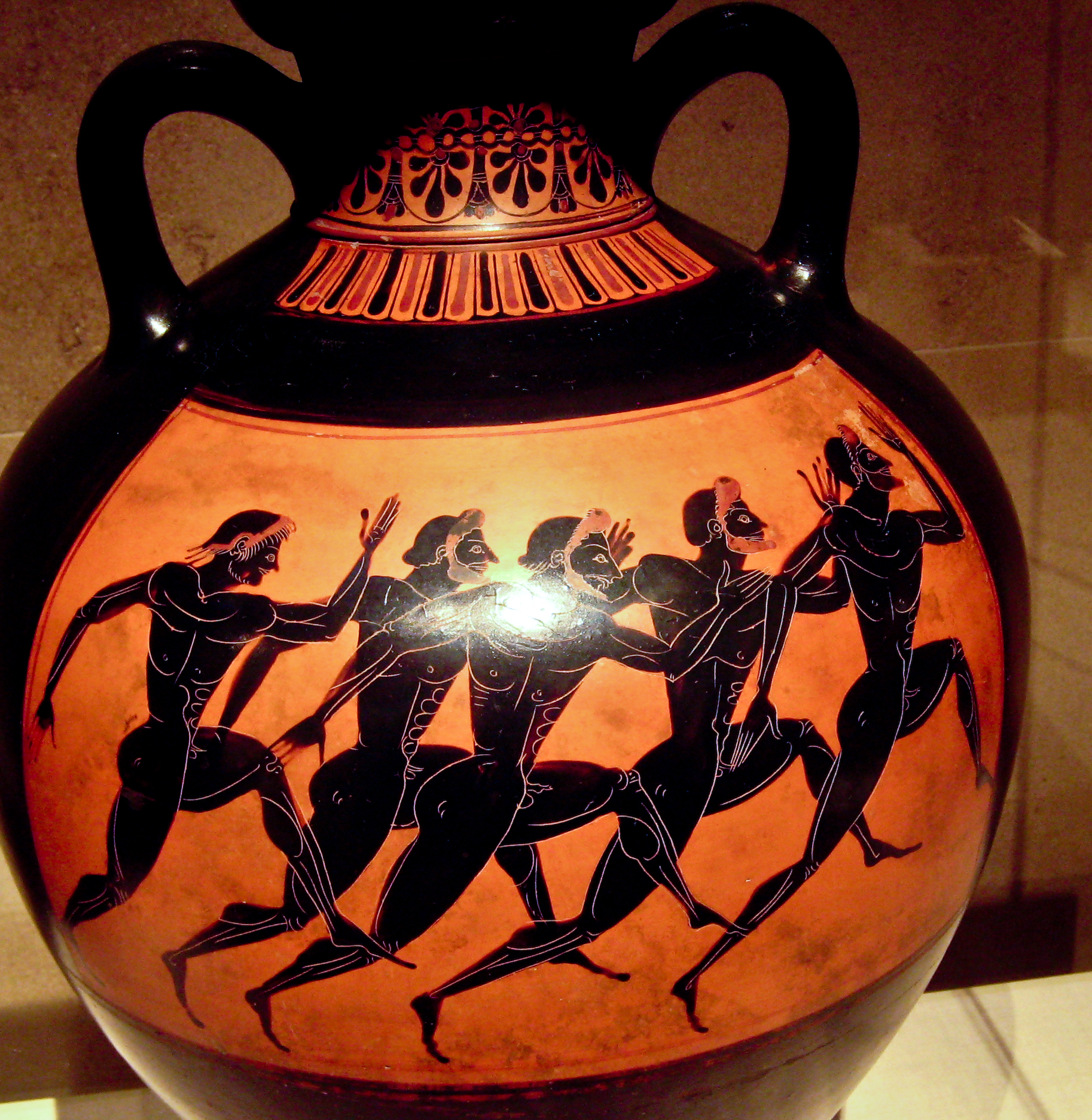
Corredores de Panateneas. Metropolitan Museum of Art
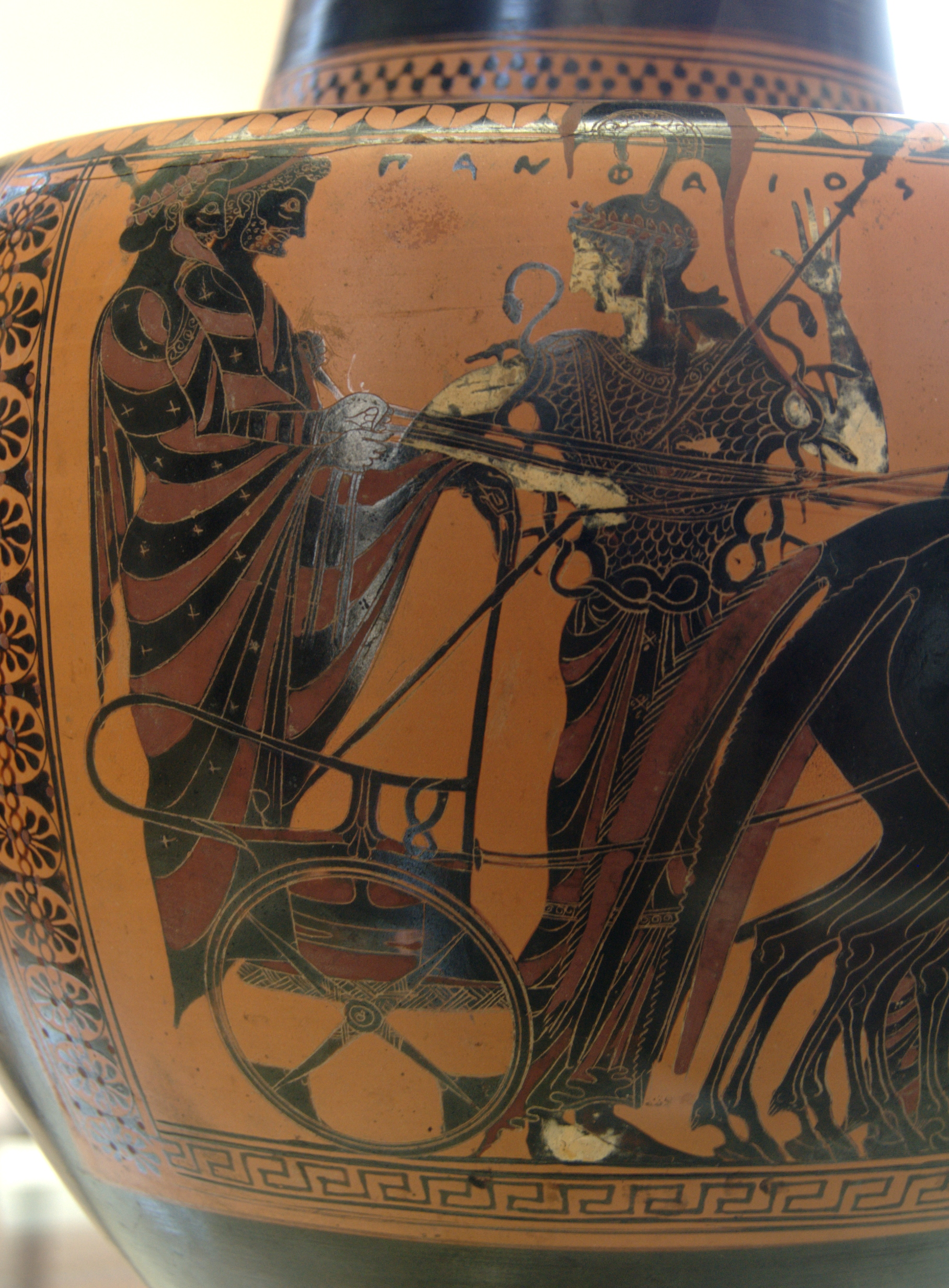
Cerámica de Panfeo con ilustraciones de Eufileto, París, Cabinet des médailles 254.